# Šabat
Šabat (hebrejski: שבת, shabbāt) je praznik Jahvinog saveza sa Jevrejima. On je sedmi dan u nedelji, dan veselja i odmora. Prema biblijskom izvještaju, Bog je šest dana stvarao svet, a sedmi se dan odmarao.
Šabat počinje petkom uveče, a traje do subote uveče. Petkom se uređuje dom i pripremaju jela. Nakon službe u sinagogi gde se čita iz svitka Tore, pale se sveće i priprema svečani ručak. Taj dan svi provode u krugu porodice.
"Drži dan od odmora i svetkuj ga, kao što ti je zapovjedio Gospod Bog tvoj."
(Ponovljeni zakon 5, 12)
Uz šabat postoji i subotnja godina, jer po jevrejskom zakonu i zemlja ima pravo na počinak. Te se godine svako polje ostavlja na ugaru, a ono što raste na njemu (poput maslina i grožđa) namenjeno je siromasima.
Od reči šabat je nastao naziv za subotu u mnogim jezicima.

## Spoljašnje veze
- Online sabat vodič
- ČPP o sabatu askmoses.com